# Mize
Mize es un pueblo del Condado de Smith, Misisipi, Estados Unidos. Según el censo de 2000 tenía una población de 285 habitantes y una densidad de población de 47.2 hab/km².

## Demografía
Según el censo de 2000, había 285 personas, 117 hogares y 71 familias residiendo en la localidad. La densidad de población era de 47,2 hab./km². Había 132 viviendas con una densidad media de 21,9 viviendas/km². El 97,54% de los habitantes eran blancos, el 1,75% afroamericanos, el 0,35% de otras razas y el 0,35% pertenecía a dos o más razas. El 1,05% de la población eran hispanos o latinos de cualquier raza.
Según el censo, de los 117 hogares en el 31,6% había menores de 18 años, el 50,4% pertenecía a parejas casadas, el 8,5% tenía a una mujer como cabeza de familia y el 38,5% no eran familias. El 36,8% de los hogares estaba compuesto por un único individuo y el 21,4% pertenecía a alguien mayor de 65 años viviendo solo. El tamaño promedio de los hogares era de 2,44 personas y el de las familias de 3,25.
La población estaba distribuida en un 28,4% de habitantes menores de 18 años, un 6,7% entre 18 y 24 años, un 25,3% de 25 a 44, un 22,5% de 45 a 64 y un 17,2% de 65 años o mayores. La media de edad era 38 años. Por cada 100 mujeres había 88,7 hombres. Por cada 100 mujeres de 18 años o más, había 82,1 hombres.
Los ingresos medios por hogar en la localidad eran de 20.000 dólares ($) y los ingresos medios por familia eran 35.625 $. Los hombres tenían unos ingresos medios de 30.714 $ frente a los 14.688 $ para las mujeres. La renta per cápita para la ciudad era de 12.647 $. El 28,3% de la población y el 26,4% de las familias estaban por debajo del umbral de pobreza. El 38,1% de los menores de 18 años y el 32,8% de los habitantes de 65 años o más vivían por debajo del umbral de pobreza.

## Geografía
Según la Oficina del Censo de los Estados Unidos, la localidad tiene un área total de 6,0 km², todos ellos correspondientes a tierra firme.